# Der kleine Cohn
Der kleine Cohn (auch „Kohn“ geschrieben) ist ein antisemitisches Stereotyp auf „den Juden“ im Deutschen Kaiserreich unter Wilhelm II. Cohn, abgeleitet vom hebräischen Begriff Kohen, ist ein verbreiteter Nachname unter den europäischen Juden, er stand somit als Synonym für alle Vorurteile gegen die jüdische Bevölkerung des beginnenden 20. Jahrhunderts.
Der Entstehungszeitpunkt des antisemitischen Stereotyps der Figur des „kleinen Cohn“ ist nicht gesichert.

## Lied

### Text
Um 1900 komponierte Julius Einödshofer (1863–1930) das 4-strophige Couplet Haben Sie nicht den kleinen Cohn gesehen? Der Text lautet:
1. Zu einer Illumination

geht auch mit einer Maid, Herr Cohn;

die Maid glüht für Herrn Cohn gar sehr,

fast mehr als rings das Flammenmeer

deshalb ist doppelt groß ihr Schreck,

als plötzlich Cohn war von ihr weg.

Das kam daher, weil er gesehn

die liebe Ehehälfte gehen!

Die Maid ist trostlos, ganz verzagt,

und geht zum Schutzmann hin und fragt:

[Refrain:]

Hab’n Sie nicht den kleinen Cohn geseh’n?

Sah’n Sie ihn denn nicht vorübergeh’n?

In der Volksmenge,

kam er in’s Gedränge.

Da hab’n Sie nun den Schreck,

der Cohn ist weg!
2. Der Schutzmann sucht und sagt: „I, wo,

gehn Sie doch hin ins Fundbureau,

’s ist möglich, daß man aus der Stadt,

ihn dort schon abgeliefert hat.“

Die Maid geht hin, doch war dort nix,

kein Cohn –, nur ’ne Konservenbüchs’.

Was mache ich jetzt bloß vor Schreck!

ich bin ganz futsch, der Cohn ist weg!

Und händeringend klagt die Maid

nun auf der Straße laut ihr Leid:

[Refrain]
3. Um unsre Maid, da bildet sich

ein Menschenknäuel, ganz fürchterlich,

und gleich herrscht nun in dem Gewühl,

das allergrößte Mitgefühl.

Es bleiben fragend alle steh’n:

hab’n Sie denn nicht den Cohn gesehn?

Es pflanzt der Ruf sich brausend fort,

und wird dann zum geflügelt’ Wort -,

ob hoch, ob niedrig, arm und reich,

wenn man sich trifft, so frägt man gleich:

[Refrain]
4. Es ruft mich freundlicher Applaus,

ich komme dankbar noch mal ’raus,

und freue mich, daß dieses Lied

Berlin so ins Gemüthe zieht.

Deshalb ist doppelt groß mein Schreck,

der Kleine is noch immer weg.

Und wenn Sie jetzt in’ Tunnel gehn,

so bitt’ ich Sie, sich zumzusehn,

ach frag’n Sie doch beim Glase Bier,

und frage noch mal hier:

[Refrain]
Das Lied wurde von dem Sänger Guido Thielscher vorgetragen als Teil der am 18. Januar 1902 im Berliner Thalia-Theater uraufgeführten Revue Seine Kleine. Große Ausstattungsposse mit Gesang und Tanz.

### Anlass
Vorbild für das Lied war eine Episode mit dem Rechtsanwalt Fritz Cohn (1875–1943), Sohn des Verlegers Emil Cohn, worüber die Journalistin Margret Boveri berichtet:

„Um die Jahrhundertwende ging während einer Pause im Apollo-Theater der kleine Mann im Gedränge verloren, seine Freundin rief in die Menge: ‚Habt ihr nicht den kleinen Cohn gesehen?‘ Der Ruf setzte sich von Mund zu Mund durch die Foyers fort und schwoll zum Chor an. Die Mitglieder des Ensembles nahmen ihn auf, gaben ihm eine Melodie – und es entstand das, was man in meiner Kindheit vor dem Ersten Weltkrieg noch einen Gassenhauer nannte, der Schlager ‚Habt ihr nicht den kleinen Cohn gesehn?‘“

Das von Max Marcus in Berlin verlegte Musikstück galt als der Schlager des Jahres. Alfred Kerr schrieb dazu einen Berliner Plauderbrief für die Königsberger Allgemeine Zeitung vom 2. Februar 1902 mit dem Titel „Ha’m Sie nicht den kleinen Cohn gesehn?“
Als 1931 das antisemitische Verzeichnis Semi-Kürschner behauptete, Vorbild für den „kleinen Cohn“ sei der Jurist Martin Carbe gewesen, geborener Cohn und älterer Bruder von Fritz, widersprach der Schriftsteller Kurt Tucholsky, jedoch ohne auf Fritz Cohn namentlich hinzuweisen.

### Textdichter
Wer den Text des Liedes Der kleine Cohn verfasst hat, war umstritten. Als Autoren von Seine Kleine traten zunächst Leopold Ely sowie die Direktoren des Thalia-Theaters, Jean Kren und Alfred Schönfeld auf.
Als der Theaterkritiker Ludwig Renner (geb. 1. Oktober 1868 in Hamburg, gest. 11. Juni 1932 in Hof Gastein) starb, hieß es in der Presse zunächst, er sei der Dichter von Der Kleine Cohn gewesen. Jedoch beanspruchte Emil Rosendorff (geb. 13. Dezember 1877 in Berlin, gest. 18. März 1942 im Ghetto Litzmannstadt), den Text verfasst zu haben, von Renner stammt laut Rosendorff „nur die Refrainidee“. Rosendorff schrieb in der Weltbühne, er habe von Kren und Schönfeld für der kleine Cohn zunächst ein Honorar von 20 Mark erhalten. Nachdem diese sich selbst als Textdichter ausgaben, habe er, Rosendorff erst in einem gerichtlichen Vergleich ein höheres Honorar erlangt.
Auch Alfred Schmasow wird als Autor genannt.
Schmasow hat den Text eines anderen Couplets geschrieben, mit dem Namen Ich habe den kleinen Cohn gesehn.

## Postkarten

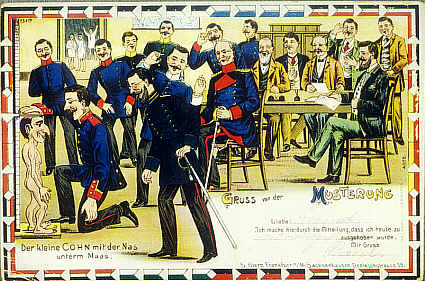
Postkarte von etwa 1905

Die durch das Couplet populär gewordene Figur des „kleinen Cohn“ fand bis in die 1920er Jahre auch auf antisemitischen Postkarten und Karikaturen Verwendung.
Die Verbreitung auf Bildpostkarten ging vom Verlag Max Marcus aus, aufgegriffen wurde das Motiv von zahlreichen Postkartenverlagen wie Bruno Bürger & Ottilie in Leipzig, darunter auch jüdische Firmen. Der „kleine Cohn“ wird in allen möglichen Situationen gezeigt und dabei lächerlich gemacht, wie die Postkartenserien „Der kleine Kohn in allen Lebenslagen“ (Verlag J. Wollstein, Berlin) oder „Der kleine Cohn von der Wiege bis zum Grabe“ (Verlag des Kikeriki, Wien) unterstreichen. Die bildliche Darstellung bedient sich der gängigen antisemitischen Klischees: Auf den Postkartenbildern erscheint er extrem kleinwüchsig, krummbeinig, oft mickrig und schmächtig, immer aber mit übergroßer Hakennase. Die „Witze“ auf Kosten der Figur knüpfen an angeblich „jüdische“ negative Eigenschaften an. Mehrere Karten, die auf die unterstellte Geldgier von Juden anspielen, drehen sich um eine verlorene und wiedergefundene Mark. Eine mit „Cafe Bauer“ betitelte Karte (Verlag V.S. & G. Saulsohn, Berlin) textet: „Hier ‚Unter’n Linden‘, das war stark, / Verlor der kleine Cohn ’ne Mark / Drum liess gleich buddeln unsere Stadt, / Bis man das Geld gefunden hat. / Nun jubelt er im Café laut, / Das Glück ihm aus den Augen schaut / Und alle Gäste gross und klein / Sich gleichfalls freuen ungemein.“ Einige Karten zeigen, wie der kleine Mann unter Hohngelächter ausgemustert wird. Solche Postkarten, die zumeist mit „Gruß von der Musterung“ überschrieben waren, wurden benutzt, um das Ergebnis der eigenen Musterung mitzuteilen.

## Weitere Artikel
Das Erfurter Blumen- und Wachswarenunternehmen J.C. Schmidt bot 1911/12 einen Satz Familie Cohn nach dem Cohnversartionlexicohn. Eine cohnfuse Familienabhandlung an, bestehend aus einem „vorzulesenden Vortrag“ einer „mechanischen Figur des kleinen Cohn“, einer „haarsträubenden Perücke“ und einer „Quietschnase“.

## Rezeption
Die Figur des kleinen Cohn wurde vielfach literarisch aufgegriffen und war Gegenstand einer der ersten Sitzungen der Wiener Psychoanalytischen Vereinigung in der Wohnung Sigmund Freuds, an der Wilhelm Stekel, Max Kahane, Rudolf Reitler, Alfred Adler und ein bislang nicht identifizierter Schriftsteller teilnahmen.

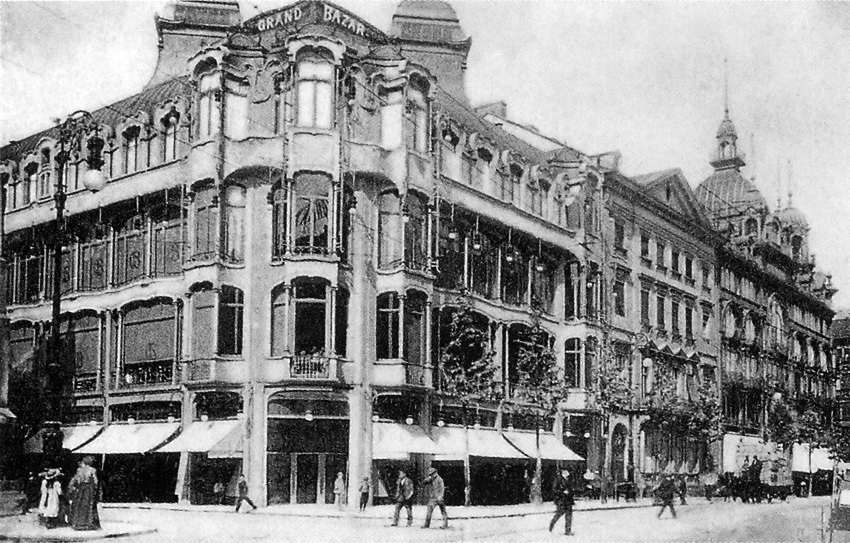
Grand Bazar um 1910

 Der Philosoph Theodor W. Adorno brachte das Lied in Verbindung mit einer 1929 verfassten Angstphantasie, worin der kleine Cohn im Kaufhaus „Grand Bazar“ an der Frankfurter Zeil zum „Opfer eines Ritualmordes“ wird.
Auch die Dichterin Else Lasker-Schüler verwendete das Motiv mehrfach.
Der kleinere der beiden 1900 bis 1904 erbauten Frankfurter Rathaustürme wurde im Volksmund „Kleiner Cohn“ genannt. Seine äußere Gestalt entsprach dem Salmensteinschen Haus, einem um 1810 abgebrochenen Gebäude auf der Frankfurter Stadtmauer in der Nähe der einstigen Judengasse.
Von der nationalsozialistischen Propaganda wurde die Figur des kleinen Cohn ebenfalls benutzt, so beispielsweise von dem Gesangstrio Die drei Rulands in einer Radiosendung nach dem Novemberpogrom.

## Literatur

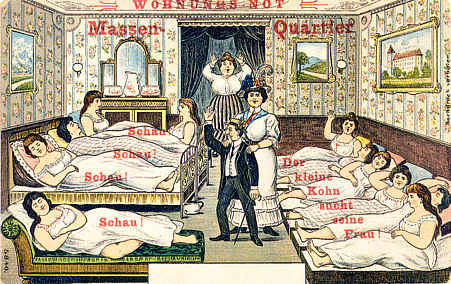
Postkarte